# María Ángela Catalina de Este
María Ángela Catalina de Este (Maria Angela Caterina; Módena, 1 de marzo de 1656 - Bolonia, 16 de julio de 1722) fue una princesa de Módena por nacimiento y princesa de Carignano a través de su matrimonio con Manuel Filiberto de Saboya-Carignano. En Francia, era conocida como Angélique Catherine d'Este, mientras que en Módena y Saboya era conocida como Maria Caterina d'Este. María Ángela es antepasada directa de Víctor Manuel II de Italia, siendo por lo tanto, ancestro de la presente Casa de Saboya. 

## Biografía
La princesa María Ángela Catalina nació el 1 de marzo de 1656 en Módena, como la segunda hija del general Borso de Este y la princesa Hipólita de Este. María Ángela fue el producto de un matrimonio entre tío y sobrina; su padre era hijo de César de Este, duque de Módena, y su madre hija ilegítima —posteriormente legitimada— de Luis de Este, hijo menor de César. Como miembro de la Casa de Este, fue princesa de Módena por nacimiento. Su padre fue también el fundador de una línea menor de la Casa de Este, la efímera Casa de Este-Scandiano.
La menor de siete hijos, nunca conoció a sus padres; su madre murió poco después de su nacimiento y su padre murió un año después. Algunos de sus primos incluían a Francisco I de Este, duque de Módena, Margarita de Este (la esposa de Ferrante III Gonzaga, duque de Guastalla) y el duque de Mirandola. También era prima de Isabel y María de Este, dos sucesivas duquesas de Parma.
La princesa, a pesar de ser soltera, se destacó por su belleza y por tener una buena figura para alguien de su edad en el momento de su matrimonio.
A pesar de recibir una autorización de Víctor Amadeo II de Saboya, primo de Manuel Filiberto, quien había expresado su deseo de casarse con María Ángela Catalina. Manuel Filiberto era hijo del difunto Tomás Francisco de Saboya-Carignano y su esposa francesa, la dominante María de Borbón-Soissons. Su hermana fue la princesa Luisa Cristina de Saboya-Carignano viuda hereditaria de Baden-Baden, la madre del famoso general Luis el Turco.
El compromiso contó con la oposición de Francia, entonces bajo el gobierno de Luis XIV, quien quería que Manuel Filiberto se casase con una princesa francesa al ser el presunto heredero del Ducado de Saboya. La ceremonia por poderes tuvo lugar en Módena, donde su hermano César Ignacio ocupó el lugar de su futuro cuñado. La ceremonia en persona se celebró el 10 de noviembre de 1684 en el Castillo de Racconigi, la residencia de verano de los príncipes de Carignano. La novia tenía veintiocho años, mientras que el novio cincuenta y seis años de edad.
Esta boda fue importante para la Casa de Saboya, pero muy mal vista por el reino de Francia por su falta de vinculación política. El abuelo de María Ángela había aceptado la oferta de matrimonio porque él y Manuel Filiberto habían tenido buenas relaciones.
Su marido murió en 1709 haciendo a María Ángela Catalina la princesa viuda de Carignano. Su hijo mayor Víctor Amadeo sucedió a su padre como príncipe de Carignano. Murió a la edad de 66 años en Bolonia, y fue enterrada en la Iglesia de San Felipe y Giacomo delle Convertite.

## Descendencia
María Ángela Catalina y Manuel Filiberto tuvieron cuatro hijos:
1. María Victoria (1687 - 1763), casada en 1721 con Giuseppe Malabaila, conde de Cercenasco († 1735).
2. Isabel Luisa (1688 - 1767), que se casó con: 
  1. Alfonso Taparelli, conde de Lagnasco.
  2. Eugenio, conde de Cambiano di Ruffia.
  3. Carlo Biandrate di San Giorgio.
3. Víctor Amadeo (1709 - 1741), príncipe de Carignano, su sucesor.
4. Tomás Felipe Gastón (1696 - 1715).